# بدیاس (تگزاس)
بدیاس، تگزاس(به انگلیسی: Bedias, Texas) شهری در ایالت تگزاس از ایالات جنوبی ایالات متحده آمریکا است. در سرشماری سال ۲۰۰۰، جمعیت این شهر ۴۳۸ نفر اعلام شد.